# Kōsuke Gotō
Kōsuke Gotō (japanisch 後藤 虹介 Gotō Kōsuke; * 23. Juli 1994 in der Präfektur Shizuoka) ist ein japanischer Fußballspieler.

## Karriere
Gotō erlernte das Fußballspielen in der Jugendmannschaft von Azul Claro Numazu und der Universitätsmannschaft der Osaka University of Health and Sport Sciences. Seinen ersten Vertrag unterschrieb er 2017 bei Azul Claro Numazu. Der Verein spielte in der dritthöchsten Liga des Landes, der J3 League. Von August 2017 bis Saisonende wurde er an den Briobecca Urayasu ausgeliehen. Der Klub aus Urayasu spielte in der Japan Football League. 2018 kehrte er zu Azul Claro Numazu zurück.